# Bertha Elizabeth Stringer Lee
Pour les articles homonymes, voir Stringer et Lee.
Bertha Elizabeth Stringer Lee, née Bertha Elizabeth Stringer le 6 décembre 1869 à San Francisco dans l'État de la Californie aux États-Unis et décédée le 19 mars 1939 dans la même ville, est une peintre tonaliste et impressionniste américaine, connue pour ces paysages de la région de la Californie.

## Biographie
Bertha Elizabeth Stringer Lee naît à San Francisco dans l'État de la Californie en 1869. Diplômée de l'université de Californie à Berkeley, elle bénéficie de cours particuliers de la part du peintre William Keith et étudie ensuite brièvement à New York et en Allemagne. En 1892, de retour en Californie, elle travaille dans l'ancien studio du peintre Charles Rollo Peters (en) et rencontre le peintre Amédée Joullin. Elle devient membre du San Francisco Sketch Club (en). En 1894, elle épouse Louis Eugene Lee, un banquier originaire de l'État du Nevada. De 1895 à 1897, elle suit ensuite les cours de la San Francisco Art Institute avec pour professeurs les peintres Amédée Joullin, Raymond Dabb Yelland (en), Charles Chapel Judson, Harry Stuart Fonda et Arthur Frank Mathews (en).
Elle se spécialise ensuite dans les paysages de la région de la Californie, et plus particulièrement ceux de la baie de San Francisco et de la péninsule de Monterey, où elle séjourne notamment à Carmel-by-the-Sea et peint en compagnie de la peintre Mary DeNeale Morgan. Elle a également peint des vues du lac Tahoe. Au cours de sa carrière, elle expose ses œuvres au sein de la California State Fair (en) et à la San Francisco Art Institute à plusieurs reprises. Elle participe également en 1893 à l'exposition universelle de Chicago au sein du Woman's Building et en 1909 à la Alaska–Yukon–Pacific Exposition (en) de Seattle. 
Elle meurt dans sa ville natale en 1939.
Ces œuvres sont notamment visibles ou conservées à l'Oakland Museum of California et au Mills College Art Museum (en) d'Oakland et au Monterey Museum of Art (en) de Monterey.

## Œuvres

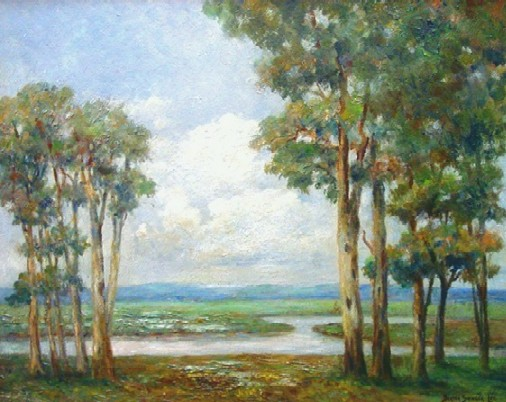
Alameda Waterways, sans date
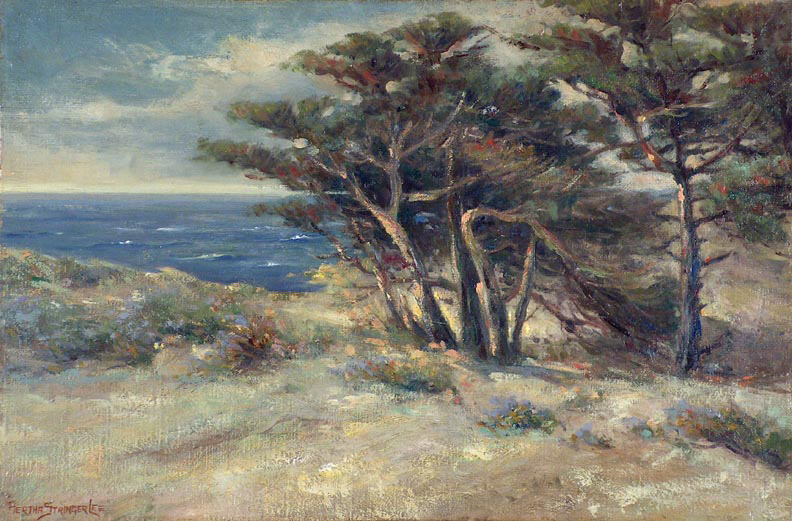
Carmel-by-the-Sea, sans date
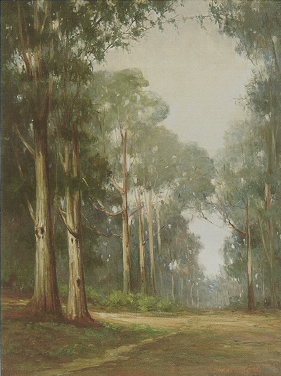
Eucalyptus in the Mist, sans date
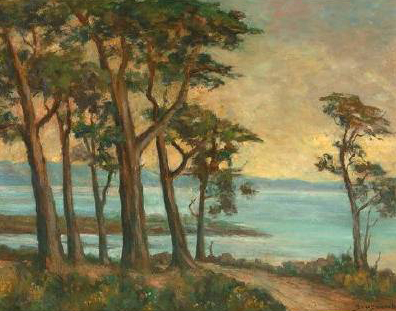
Monterey Bay, Pacific Grove, sans date